# NGC 1061
NGC 1061 is een spiraalvormig sterrenstelsel in het sterrenbeeld Driehoek. Het hemelobject werd in 1849 ontdekt door Johnstone Stoney, assistent van de Ierse astronoom William Parsons.

## Synoniemen
- PGC 10303
- MCG 5-7-36
- ZWG 505.39
- KUG 0240+322